# 2시 N 놀자
김세아, 이충훈의 2시 N 놀자는 전주MBC 표준FM(AM 855㎑, FM 94.3/101.7㎒)에서 평일 오후 2시 15분,공휴일은 오후 2시 5분부터 오후 3시 50분까지 방송하는 오락전문 라디오 프로그램이다.